# Varrat
A varrat a merev csontkapcsolatok egyik típusa.
Varratokkal csak a koponya fogazott szélű csontjai illeszkednek egymáshoz. A varratok születéskor még nem zártak, a koponyacsontok még nem mindenhol érnek össze; ezeken a helyeken hártyás részek, úgynevezett kutacsok találhatók. 
Az emberi csontváz 206 csontját folytonos vagy megszakított összeköttetések kapcsolják egységes vázrendszerré. Folytonos összeköttetést biztosít a varrat, a porcos kapcsolódás és a csontösszenövés. 
Többnyire porcos kapcsolódás van a gerincoszlop csigolyái között, a keresztcsonti és a farki csigolyák pedig összecsontosodnak, összenőnek.
Hosszúcsontjaink többségét megszakított összeköttetés, ízület kapcsolja össze. Az ízületben találkozó csontvégek alakja egymásba illik. Felszínüket porc borítja.